# 405
Năm 405 là một năm trong lịch Julius.